# Chaetosoma colossa
Chaetosoma colossa – gatunek chrząszcza z rodziny Chaetosomatidae.

## Taksonomia
Gatunek opisany został w 2010 roku przez Westona Opitza.

## Opis
Ciało długości od 6,6 do 13 mm i szerokości od 1,6 do 3,4 mm, z wierzchu owłosione. Czułki i odnóża rudobrązowe, a reszta ciała ciemnobrązowa do czarnej. Czoło wąsko pomarszczone. Punkty na przedpleczu podłużne, rozmieszczone w dwóch szerokich paskach po bokach i dwóch wąskich wstęgach w pobliżu środka. Przednia jego krawędź grubo zafalowana. Na przednich goleniach obecnych 16 kolców, a na środkowych 12. Apodema fallobazy krótka i rozszerzona pośrodku.

## Biologia i ekologia
Spotykany pod kłodami martwych drzew. Związany z Myoporum laetum, Podocarpus dacrydioides i Hoheria sexstylosa.

## Rozprzestrzenienie
Gatunek endemiczny Nowej Zelandii, gdzie wykazano go z wysp: Północnej, Południowej i Stewart.